# Грб Чешке
Грб Чешке Републике је званични хералдички симбол ове државе.
Грб чини француски штит подељен на четири поља (Quarterly) у којима се налазе историјски грбови некадашњих (чешких) земаља које данас чине модерну Чешку Републику.
Осим великог грба са четири поља, Чешка у неким изузецима користи и мањи грб који је истоветан грбу из првог (или четвртог) поља великог грб.

## Грбови у пољима
Велики грб Чешке Републике се налази на штиту француског облика који је подељен на четири унакрсна поља. У тим пољима налазе се историјски грбови некадашњих провинција (земаља) које су биле насељене Чесима, а од чијих делова је настала данашња Чешка Република:
- У првом и четвртом хералдичком пољу, налази се некадашњи грб Бохемије: сребрни пропети дворепи лав овенчан златном круном окренут улево, на црвеном пољу:
- У другом пољу је историјски грб Моравске: овенчани орао раширених крила у бојама црвено-беле шаховнице, наоружан златним кљуном и канџама, на плавом пољу;
- У трећем пољу је историјски грб некадашње Шлезије: црни овенчани орао који гледа налево, наоружан црвеним кљуном и канџама и сребрним грудобраном са стелицама, на златном пољу.

### Галерија
- Историјски грб
 Бохемије
- Историјски грб
 Моравске
- Историјски грб
 Шлезије